# Лаунж
Лаунж (також лоунж або лаундж) (англ. lounge music) — термін у популярній музиці, що позначає легку, фонову музику, яка спочатку часто звучала в холах (звідси і назва — англ. lounge — вітальня, хол, кімната для відпочинку, публічний будинок) готелів, магазинів, у кафе, ліфтах.
На відміну від загальнішого терміна «легка музика», для лаунжу характерні більший джазовий вплив, камерність і імпровізація. Попри те, що існує спеціально записана музика для подібних цілей, термін «лаунж» охоплює великий спектр виконавців різних жанрів — від джазу та босанови до електроніки. Загальною характеристикою є легкі заспокійливі композиції. Загалом виконавцем лаунжу може вважатися будь-який музикант, що грає для публіки в ресторанах і магазинах. У музичній індустрії США з лаунж перетинається так звана музика холостяцьких віталень — ще один формат, що відрізняється наявністю експериментально-кітчевих виконавців.[джерело?]
Лаунж — це насамперед стиль інструментальної музики, який зародився ще у 60-70 роки минулого століття, а у 90-ті знову став популярним. Лише тоді деякі ді-джеї почали створювати мікси в цьому стилі, а творцем лаунж-музики вищого ґатунку вважають Енніо Морріконе.

## 1990— 2000-і рр
В 1990-ті роки лаунж пережив другу популярність: завдяки інтересу до ретрозаписів, було випущено безліч збірників з оригінальною лаунж-музикою 1950-1960-х років. Водночас виникли нові ансамблі — як культиватори стилю традиційного лаунжу (Combustible Edison, Hooverphonic, De-Phazz), так і ті, що перенесли ідеї лаунжу в електронну музику ([Jaffa, Zimmer-G, збірники Café del Mar, збірники серії Hotel Costes).
У 2000-і роки лаунж залишався також популярним, до числа найвідоміших можна віднести Lounge Against the Machine, Nouvelle Vague, Pink Martini, Lemongrass, Gabin.
Починаючи з 2010 року, лаундж-музика стає більш популярною, а відомими стають такі гурти:
- Air
- The Cinematic Orchestra
- Koop
- Anja Garbarek
- Barbara Lahr
- Bebel Gilberto
- Charlotte Gainsbourg
- Ilya
- Jazzamor
- Les Hommes
- Nouvelle Vague
- Violet Indiana